# GPT-4o
GPT-4o(GPT-4 omni)는 OpenAI가 설계한 다중 언어, 다중 모달 생성 사전 훈련 변환기이다. OpenAI의 CTO 인 미라 무라티가 2024년 5월 13일(현시 시각, 대한민국 기준 14일) 라이브 스트리밍 데모에서 발표했으며 같은 날 출시되었다.
GPT-4o는 모든 사용자에게 무료이다. API는 이전 버전인 GPT-4 Turbo보다 두 배 빠르고 가격은 절반에 불과하다.
GPT-4o(Omni)는 텍스트, 오디오, 이미지 및 비디오 입력을 원활하게 통합하는 동시에 텍스트, 오디오 및 이미지 출력을 생성하는 대규모 언어 모델이다. 기업은 복잡한 상호 작용을 처리하고, 효율성을 개선하고, 고객 지원과 내부 커뮤니케이션을 모두 간소화하는 능력을 통해 이익을 얻는다. 또한 GPT-4o는 강력한 데이터 보안을 보장하고 특정 비즈니스 요구에 맞는 광범위한 사용자 정의를 제공한다

## 기능
GPT-4o는 음성, 다국어 및 비전 벤치마크에서 가장 높은 점수를 달성하여 오디오 음성 인식 및 번역 분야에서 새로운 기록을 세웠다. GPT-4o는 MMLU(Massive Multitask Language Understanding) 벤치마크에서 88.7점을 얻었고, 이는 GPT-4의 86.5점과 비교해도 더 높은 수치이다.
이 모델은 50개 이상의 언어를 지원하며 전 세계 사람들의 97% 이상이 사용하는 언어를 포괄한다. 미라 무라티는 2024년 5월 13일 라이브 스트리밍 OpenAI 데모 이벤트에서 이탈리아어로 말하고 영어와 이탈리아어 간에 번역하도록 하여 모델의 다국어 기능을 시연했다.
현재 GPT-4o는 버클리 캘리포니아 대학의 LMSYS(Large Model Systems Organization) Elo Arena 벤치마크에서 가장 뛰어난 모델이다.

## 배경
GPT-4o는 원래 LMSYS에서 3가지 다른 모델로 초기 출시되었다. 이 3가지 모델은 gpt2-chatbot, im-a-good-gpt2-chatbot 및 im- also-a-good-gpt2-chatbot이라고 불렸다. 2024년 5월 7일 Sam Altman은 OpenAI가 이 모델들에 대해 언급하여 OpenAI가 만들었음을 알게 됐다.

## 같이 보기
- 오픈AI
- LLaMA